# HTR3A
5-hidroksitriptaminski receptor 3A je protein koji je kod čoveka kodiran HTR3A genom.
Produkt ovog gena pripada receptorskoj familiji ligandom konstrolisanih jonskih kanala. Ovaj gen kodira podjedinicu A tipa 3 receptora za 5-hidroksitriptamin (serotonin), biogeni hormon koji deluje kao neurotransmiter, hormon, i mitogen. Ovaj receptor uzrokujue brze, depolaricione response u neuronima nakon aktivacije. Heteromerna kombinacija A i B podjedinica je neophodna da bi se formirao potpuno funkcionalni receptor. Homomerni receptor bilo koja podjednice imaju veoma nisku provodnost i malu amplitudu responsa. Alternativno splajsovane transkriptne varijante koje kodiraju različite izoforme su poznate.

## Literatura
- Miyake A, Mochizuki S, Takemoto Y, Akuzawa S (1995). „Molecular cloning of human 5-hydroxytryptamine3 receptor: heterogeneity in distribution and function among species.”. Mol. Pharmacol. 48 (3): 407—16. PMID 7565620.
- Uetz P; Abdelatty F; Villarroel A;  . (1994). „Organisation of the murine 5-HT3 receptor gene and assignment to human chromosome 11.”. FEBS Lett. 339 (3): 302—6. PMID 8112471. doi:10.1016/0014-5793(94)80435-4.
- Belelli D; Balcarek JM; Hope AG;  . (1996). „Cloning and functional expression of a human 5-hydroxytryptamine type 3AS receptor subunit.”. Mol. Pharmacol. 48 (6): 1054—62. PMID 8848005.
- Brüss M, Göthert M, Hayer M, Bönisch H (1999). „Molecular cloning of alternatively spliced human 5-HT3 receptor cDNAs.”. Ann. N. Y. Acad. Sci. 861: 234—5. PMID 9928262. doi:10.1111/j.1749-6632.1998.tb10196.x.
- Davies PA; Pistis M; Hanna MC;  . (1999). „The 5-HT3B subunit is a major determinant of serotonin-receptor function.”. Nature. 397 (6717): 359—63. PMID 9950429. doi:10.1038/16941.
- Brüss M, Eucker T, Göthert M, Bönisch H (2000). „Exon-intron organization of the human 5-HT3A receptor gene.”. Neuropharmacology. 39 (2): 308—15. PMID 10670426. doi:10.1016/S0028-3908(99)00116-1.
- Marazziti D; Betti L; Giannaccini G;  . (2002). „Distribution of [3H]GR65630 binding in human brain postmortem.”. Neurochem. Res. 26 (3): 187—90. PMID 11495540. doi:10.1023/A:1010939530412.
- Spier AD, Lummis SC (2003). „Immunological characterization of 5-HT3 receptor transmembrane topology.”. J. Mol. Neurosci. 18 (3): 169—78. PMID 12059035. doi:10.1385/JMN:18:3:169.
- Boyd GW; Low P; Dunlop JI;  . (2002). „Assembly and cell surface expression of homomeric and heteromeric 5-HT3 receptors: the role of oligomerization and chaperone proteins.”. Mol. Cell. Neurosci. 21 (1): 38—50. PMID 12359150. doi:10.1006/mcne.2002.1160.
- Hapfelmeier G; Haseneder R; Lampadius K;  . (2003). „Cloned human and murine serotonin(3A) receptors expressed in human embryonic kidney 293 cells display different single-channel kinetics.”. Neurosci. Lett. 335 (1): 44—8. PMID 12457738. doi:10.1016/S0304-3940(02)01156-4.
- Strausberg RL; Feingold EA; Grouse LH;  . (2003). „Generation and initial analysis of more than 15,000 full-length human and mouse cDNA sequences”. Proc. Natl. Acad. Sci. U.S.A. 99 (26): 16899—903. PMC 139241 . PMID 12477932. doi:10.1073/pnas.242603899.
- Pick H; Preuss AK; Mayer M;  . (2003). „Monitoring expression and clustering of the ionotropic 5HT3 receptor in plasma membranes of live biological cells”. Biochemistry. 42 (4): 877—84. PMID 12549905. doi:10.1021/bi026576d.
- Choi S; Lee JH; Oh S;  . (2003). „Effects of ginsenoside Rg2 on the 5-HT3A receptor-mediated ion current in Xenopus oocytes”. Mol. Cells. 15 (1): 108—13. PMID 12661769.
- Boyd GW; Doward AI; Kirkness EF;  . (2003). „Cell surface expression of 5-hydroxytryptamine type 3 receptors is controlled by an endoplasmic reticulum retention signal”. J. Biol. Chem. 278 (30): 27681—7. PMID 12750374. doi:10.1074/jbc.M304938200.
- Sun H; Hu XQ; Moradel EM;  . (2003). „Modulation of 5-HT3 receptor-mediated response and trafficking by activation of protein kinase C”. J. Biol. Chem. 278 (36): 34150—7. PMID 12791692. doi:10.1074/jbc.M303584200.
- Maksay G, Bikádi Z, Simonyi M (2004). „Binding interactions of antagonists with 5-hydroxytryptamine3A receptor models”. J. Recept. Signal Transduct. Res. 23 (2–3): 255—70. PMID 14626451. doi:10.1081/RRS-120025568.
- Kaiser R; Tremblay PB; Sezer O;  . (2004). „Investigation of the association between 5-HT3A receptor gene polymorphisms and efficiency of antiemetic treatment with 5-HT3 receptor antagonists”. Pharmacogenetics. 14 (5): 271—8. PMID 15115912. doi:10.1097/00008571-200405000-00001.
- Panicker S; Cruz H; Arrabit C;  . (2004). „Minimal structural rearrangement of the cytoplasmic pore during activation of the 5-HT3A receptor”. J. Biol. Chem. 279 (27): 28149—58. PMID 15131114. doi:10.1074/jbc.M403545200.

## Spoljašnje veze
- HTR3A+protein,+human на 